# Squeeze
Squeeze – brytyjski zespół rockowy, działający w latach 1974–1982, 1985–1999 i od 2007.

## Obecny skład
- Glenn Tilbrook – śpiew, gitara, instrumenty klawiszowe
- Chris Difford – śpiew, gitara
- John Bentley – gitara basowa
- Simon Hanson – perkusja
- Stephen Large – instrumenty klawiszowe

## Dyskografia
- Squeeze (1978)
- Cool for Cats (1979)
- Argybargy (1980)
- East Side Story (1981)
- Sweets from a Stranger (1982)
- Difford & Tilbrook (1984)
- Cosi Fan Tutti Frutti (1985)
- Babylon and On (1987)
- Frank (1989)
- Play (1991)
- Some Fantastic Place (1993)
- Ridiculous (1995)
- Domino (1998)
- Spot The Difference (2010)
- Cradle to the Grave (2015)
- The Knowledge  (2017)